# عبد الخالق غجدواني
 الشيخ عبد الخالق الغجدوانى (1103 -  1179 م) أحد رجال السلسلة النقشبندية العلية . 

## نسبه
هو ابن الشيخ عبد الجميل الغجدوانى   وهو قدوة أهل الطريقة ، وعمدة أرباب الحقيقة الجبل الشامخ في العوارف ، ذو القدم الراسخ في المعارف ، صاحب الفيض الصمداني ، ولد في غجدوان ـ بضم فسكون فدال مهملة مفتوحة ـ قرية على فراسخ من بخاري ، وبها نشأ ، وفيها توفي سنه خمس وسبعين وخمسمائة، وكان والده من اجلاء الأئمة ينتهي نسبه إلى الامام مالك، 

## أحواله
فلما ولد نشأ على أحسن الأحوال، وأقبل على تحصيل العلوم، آخذاً لها عن علماء بخارى وغيرهم .  مر به الخضر عليه السلام وعلمه الذكر الخفي بالكلمة الطيبة ـ لا إله إلا الله ـ مع حبس النفس وقت الذكر على ما هو معروف عند السادة النقشبندية، أمره الخضر عليه السلام أن يذهب للاسترشاد بالشيخ يوسف الهمداني   فلقيه ولازم خدمته. قال الشيخ عبد الخالق   فامرني الشيخ بملازمة الذكر الخفي على ما علمني الخضر عليه السلام. 